# 昆明星耀手机城
昆明星耀手机城是位于中国云南省昆明市的一个手机卖场，该建筑建于1999年，起初该建筑外观是一只手手握旧式按键机，由此形成了“去大手机里看手机”这个在昆明当地数码爱好者流传的顺口溜，而且该建筑曾在2015年被入选2014年度中国十大丑陋建筑，但后来，随着丑陋建筑的整治工作展开以及智能手机普及，越来越多的昆明当地市民希望将其改造成此类外观，但是该建筑外观在2021年被做出了改造，且与周边建筑风格协调